# Гадюка кавова
Гадюка кавова (Bothriechis lateralis) — отруйна змія з роду Пальмова гадюка родини Гадюкові. Інша назва «жовтогуба гадюка».

## Опис
Загальна довжина коливається від 70 см до 1 м. Струнка змія з кілеватою лускою та надзвичайно прекрасним кольоровим малюнком. Хвіст чіпкий. Її голова й тулуб блакитно-зелені з невеликою кількістю білих цяток або поперечних смуг уздовж спини. Черево жовто-білого або бежевого кольору. Молоді особини коричневі з чорно-білим малюнком, згодом вони стають зеленими, лише після цього отримують забарвлення дорослих гадюк.

## Спосіб життя
Полюбляє низини, гірські тропічні ліси, кавові плантації. Звідси й походить її назва. Зустрічається на висоті до 2300 м над рівнем моря. Удень ховається у кроні дерев, на полювання виходить вночі. Харчується ящірками, жабами, іноді дрібними ссавцями та птахами.
Це яйцеживородна змія. Самиця народжує до 20 дитинчат.

## Отруйність
Отрута має нейротоксичну властивість. Укус цієї змії дуже небезпечні для життя людини.

## Розповсюдження
Мешкає у Коста-Риці, Панамі, Нікарагуа.